# Hugh L. Scott
Pour les articles homonymes, voir Scott.
Hugh Lenox Scott (22 septembre 1853 – 30 avril 1934) est un officier de la United States Army. Il participa à plusieurs campagnes contre les Amérindiens et devint un expert de leurs langues et de leur mode de vie. Il fut surintendant de l'académie militaire de West Point de 1906 à 1910 puis chef d'état-major de l'armée de terre des États-Unis de 1914 à 1917.
Il est inhumé au cimetière national d'Arlington.